# 十五磷化钾
十五磷化钾是一种无机化合物，化学式为KP15，是钾的磷化物之一。

## 制备
十五磷化钾可由红磷和钾在650 °C的封管中反应得到。
K + 15 P → KP15

## 结构及性质
它是三斜晶系晶体，空间群P1，a=23.74，b=9.69，c=7.21 A，α=116.7°，β=97.5°，γ=90.0°。它在空气和水中稳定，和浓的氧化性酸缓慢反应。
它是高电阻半导体，禁带宽度1.7 eV，具有光导电性和光致发光特性。